# Vachellia tortilis
Vachellia tortilis é uma espécie de leguminosa do gênero Acacia, pertencente à família Fabaceae.